# Xanthoparmelia piedmontensis
Xanthoparmelia piedmontensis är en lavart som först beskrevs av Hale, och fick sitt nu gällande namn av Hale. Xanthoparmelia piedmontensis ingår i släktet Xanthoparmelia och familjen Parmeliaceae.   Inga underarter finns listade i Catalogue of Life.